# Лабковский, Эдуард Максович
Эдуард Максович Лабковский (24 июля 1938, Семипалатинск, Казахская ССР — 22 июля 2023, Москва) — советский и российский эстрадный и оперный певец. Народный артист РСФСР (1988).

## Биография
Родился 24 июля 1938 года в Семипалатинске Казахской ССР, где его отец Макс Соломонович Лабковский (1914—1943) работал начальником строительного треста.
После смерти отца, с матерью и сёстрами переехал в Москву. Учился в музыкальной школе игре на скрипке. По окончании средней школы № 123 поступил на завод, где освоил профессию слесаря-сборщика авиационных двигателей. Во время службы в Советской армии занимался художественной самодеятельностью и был переведён в ансамбль Киевского военного округа.
После демобилизации учился в Государственном музыкально-педагогическом институте имени Гнесиных (вокальный класс Г. Г. Адена). Занял I место в конкурсе вокальных вузов на лучшее исполнение советской песни. Много занимался в оперной студии института.
После института стал солистом Оперной студии при Московской государственной консерватории им. П. И. Чайковского. Исполнял оперные партии Алеко, Грязного, Фигаро и другие.
Много работал с композиторами В. Казениным, В. Шаинским, Л. Лядовой, Е. Птичкиным, Н. Богословским, А. Пахмутовой, принимал участие в их авторских концертах, записывался на радио.
Работал в оркестре «Советская песня» под руководством А. С. Мажукова, с которым много гастролировал по стране и объездил всю страну от Приднестровья до Сахалина.
С 1972 года выступал солистом Краснознамённого ансамбля песни и пляски им. А. В. Александрова. В ансамбле исполнил и записал более 100 песен советских и российских композиторов, а также романсы, песни народов мира. Один из первых исполнителей песни «День Победы».
Одновременно создал секстет из музыкантов оркестра ансамбля, с которым в течение 15 лет выступал с сольными концертами по всей стране. С секстетом ансамбля дал более двух тысяч шефских концертов в воинских частях, Генеральном штабе, и ГлавПУре, выезжал в Афганистан, Таджикистан, Югославию, Приднестровье, где прямо у орудий, на боевых позициях пел для солдат. Исполнял песни советских композиторов, романсы и народные песни.
Гастролировал за рубежом (США, Канада, Япония, Франция, Израиль, Китай и др).
Кроме этого выступал с Академическим оркестром Ю. В. Силантьева, ансамблем «Мелодия» Г. А. Гараняна, Президентским оркестром России, Центральным пограничным ансамблем ФСБ России, женским вокальным квартетом «Улыбка». Записал ряд сольных компакт-дисков.
Выступал в Кремлёвском Дворце Съездов, в Государственном Концертном Зале «Россия», в Театре эстрады в Москве. Выступал в программе «Романтика романса» на телеканале «Культура».
Работал в Москонцерте и в Росконцерте.
Скончался 22 июля 2023 года, не дожив двух дней до своего 85-летия. Похоронен на Троекуровском кладбище Москвы.

## Личная жизнь
- Дочь — Оксана Эдуардовна Лабковская (род. 3 января 1973), работает[источник не указан 767 дней] в хоре радио и телевидения. В 1997 году окончила Академию хорового искусства имени В. С. Попова (Фестивальная улица, 2), факультет академического пения.
  - Старшая внучка — Мария Агафонникова (род. 2 марта 1995), в 2018 году окончила школу-студию МХАТ.
  - Младшая внучка — Александра Агафонникова (род. 2 мая 2006, Москва), актриса театра и кино.

## Награды и премии
- Заслуженный артист РСФСР (5.12.1978).
- Народный артист РСФСР (9.01.1988).
- медали

## Оперные партии
- «Царская невеста» Римский-Корсаков — Грязной
- «Севильский цирюльник» Россини — Фигаро
- «Алеко» Сергея Рахманинова — Алеко

## Фильмография

### Вокал
- 1969 — Старый знакомый — песня «Хорошая погода» (Н. Богословский — В. Лифшиц); песня «Как робинзоны» с Н. Рыбниковым
- 1971 — 1989 — Следствие ведут ЗнаТоКи — песня «Незримый бой» (М. Минков — А. Горохов; совместно с А. Гороховым)
- 1973 — Представление начинается (фильм-спектакль) — песня «Хорошая погода»
- 1975 — Маяковский смеётся — вокал
- 1977 — В зоне особого внимания — вокал («Песня десантников»)
- 1978 — Сибириада — вокал